# Argema cometes
Argema cometes är en fjärilsart som beskrevs av Jean Baptiste Boisduval 1847. Argema cometes ingår i släktet Argema och familjen påfågelsspinnare. Inga underarter finns listade i Catalogue of Life.